# Savoy Palace
Savoy Palace var ett slott i London i England, känt under sin samtid som medeltidens finaste adliga stadshus i England. Det tillföll kungahuset 1246 och byggdes ut till ett praktfull palats, som på 1300-talet var bostad åt den engelska prinsen Johan av Gent. Palatset förstördes under Peasants' Revolt 1381. 
Savoy Chapel, Savoy Hospital, Savoy Theatre och Savoy Hotel fick alla sitt namn efter palatset. 